# Лучки (Івнянський район)
Лучки (рос. Лучки) — хутір у Івнянському районі Бєлгородської області Російської Федерації.
Населення становить 31  особу. Входить до складу муніципального утворення Покровське сільське поселення.

## Історія
Населений пункт розташований у східній частині української суцільної етнічної території — східній Слобожанщині.
Згідно із законом від 20 грудня 2004 року № 159 від 20 грудня 2004 року органом місцевого самоврядування було Покровське сільське поселення.

## Населення
| 2002 | 2010 |
| ---- | ---- |
| 48   | ↘31  |